# Chapelle de Lorette
La chapelle de Lorette (en anglais : Loretto Chapel), est une chapelle située à Santa Fe au Nouveau-Mexique qui est connue pour son escalier en colimaçon, un remarquable travail de charpenterie.

## L'escalier de la chapelle

### L'histoire de sa construction
En 1872, Jean-Baptiste Lamy, archevêque du diocèse catholique romain de Santa Fe, a commandé la construction d'une chapelle pour un couvent dont la garde serait confiée aux sœurs de Lorette. La chapelle fut conçue dans un style néogothique par l'architecte français Antoine Mouly, disparu avant la fin de la construction.  Ses contreforts, ses flèches et ses vitraux furent importés de France. Son dessin serait inspiré de la Sainte-Chapelle de Paris.
Peu avant la fin des travaux, on se rendit compte qu'un escalier menant à la tribune, au-dessus de l’entrée de la chapelle, n'avait pas été prévu. Un escalier conventionnel ne pouvait être ajouté à cause de la petite taille de la chapelle. Un escalier en colimaçon fut donc construit. Il s'agit d'une œuvre de charpenterie remarquable mesurant vingt pieds de haut, effectuant deux révolutions complètes pour atteindre le triforium. Réalisé sans clou, l'escalier est assemblé par des chevilles en bois. Aucun support ne semble servir de pilier en dehors de la spirale centrale. Il n'y avait, à l'origine, aucune attache au mur. En 1887, la spirale extérieure fut attachée à un pilier et une rampe fut ajoutée.

### Le mystère de sa construction
Les religieuses ont prié neuf jours de suite pour que  saint Joseph leur vienne en aide. Au neuvième jour de la neuvaine, un étranger mal habillé serait apparu aux portes de la chapelle. Il a dit aux sœurs qu'il construirait l'escalier, mais avait besoin d'une intimité totale et s'enferma dans la chapelle pendant trois mois. Il construisit l'escalier avec un bois introuvable dans la région. En dépit d'une récompense offerte par les sœurs de Lorette pour la connaître, l'identité de ce charpentier, parti sans être payé, resta inconnue. L'escalier comprend 33 marches, autant que Jésus-Christ vécut d'années.

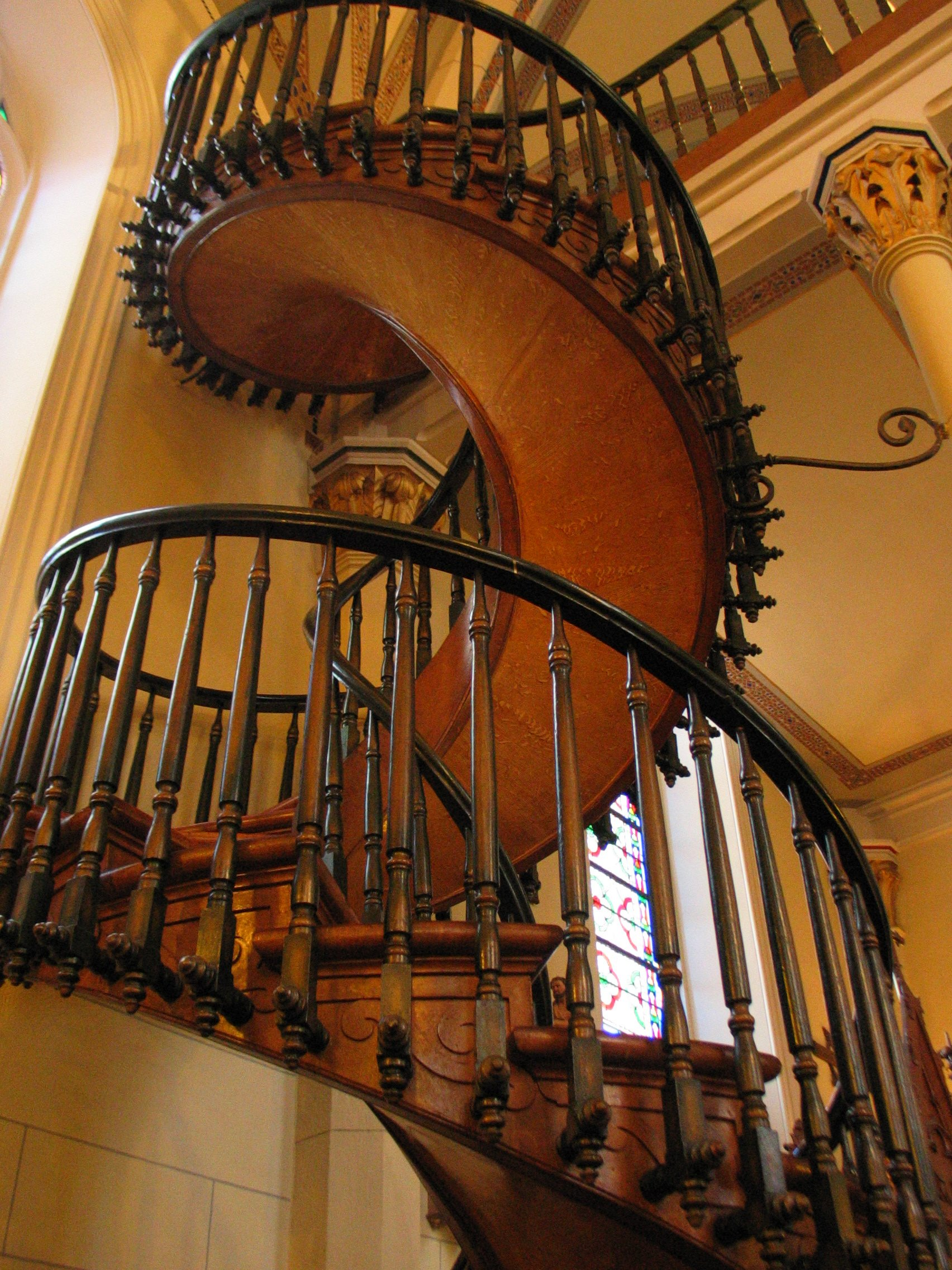
Vue de l'escalier en colimaçon de la chapelle.

### Théories sur le mystère
À la fin des années 1990, Mary Jean Straw Cook, auteur de Loretto: The Sisters and Their Santa Fe Chapel (2002, Museum of New Mexico Press) aurait retrouvé l'identité du constructeur de l'escalier. Il s'agirait de François-Jean Rochas, un Français expert dans le travail du bois qui aurait vécu dans la région de Santa Fe, dans l'actuel parc d'État d'Oliver Lee Memorial. En plus de découvrir des indices qui liaient Rochas à un entrepreneur français œuvrant dans cette région, Cook a découvert une notice nécrologique de 1895 dans le journal The New Mexican qui nommait explicitement Rochas comme le constructeur de l'escalier de la chapelle. Selon Cook, Rochas avait 27 ans en 1878 au moment où l'escalier fut construit. Pourtant, les sœurs ont affirmé avoir rencontré un homme âgé.
Une étude de 2007 explique que l'escalier est probablement non sécurisé par sa forme hélicoïdale qui le fait osciller comme un grand ressort. Cependant, même si plusieurs escaliers en colimaçon n'ont recours à aucun pilier central, on peut considérer que le limon intérieur, du fait de son relativement faible rayon de courbure, peut se comporter comme un pilier central. De plus, l'ouvrage prend appui sur l'un des piliers qui soutiennent la tribune. Il serait construit en bois d'épicéa.

## Aujourd'hui
La chapelle ne sert plus d'église même s'il est encore possible de s'y marier. Elle est la propriété d'une société qui détient un hôtel de luxe à proximité.